# Huế - mùa mai đỏ
Huế mùa mai đỏ là bộ phim truyền hình thể loại chiến tranh của Việt Nam phát hành năm 2013 do Trần Vịnh đạo diễn, kịch bản được chuyển thể bởi Lê Phương,  Lê Anh Thúy và Trịnh Thanh Nhã từ tiểu thuyết cùng tên của nhà văn Xuân Thiều.
Bộ phim dài 25 tập do Đài Truyền hình Thành phố Hồ Chí Minh sản xuất, lấy bối cảnh Thừa Thiên - Huế từ năm 1960 đến 1970 và Chiến dịch Mậu Thân tại đây.

## Nội dung
Trung đoàn trưởng Tư Thiên trở lại Huế để đoàn tụ với gia đình, nhưng có cậu con trai của ông là Chiến đang chuẩn bị tốt nghiệp Trường sĩ quan Ðà Lạt của chế độ Sài Gòn và Mai, cô gái hết lòng ngưỡng mộ Tư Thiên, là y tá của cơ quan tham mưu lại từng có chồng là lính Ngụy. Ðến cả bà Ðào, vợ ông, cũng đã từng phải về ở với người khác để tránh sự đàn áp của chính quyền Việt Nam Cộng hòa.

## Diễn viên
- Nguyễn Xuân Trường trong vai Tư Thiên
- Nguyễn Ngọc Thiện trong vai bà Ðào
- Hải Anh trong vai Mai
- Thành Tá trong vai Chiến
- Kiều Ngân
- Nguyễn Văn Báu trong vai
- Nam Trung trong vai
- Thiên Phúc trong vai
- Ngọc Thảo trong vai
- Văn Quý trong vai
- Thanh Hải trong vai

## Sản xuất
Trước khi bắt đầu sản xuất bộ phim, ừ gợi ý của nguyên Tổng Bí thư Lê Khả Phiêu đã có hai cuộc hội thảo, về tiểu thuyết gốc của nhà văn Xuân Thiều cũng như kịch bản của phim, được tổ chức tại Huế và Hà Nội với sự tham gia và đóng góp ý kiến của nhiều tướng lĩnh quân đội, lãnh đạo của Đảng, Nhà nước, những người từng có mặt tại mặt trận Trị Thiên - Huế mùa xuân 1968. Ðây là bộ phim thứ 70 về đề tài chiến tranh của đạo diễn Trần Vịnh.
Huế mùa mai đỏ được sản xuất từ đầu năm 2013, bấm máy những cảnh đầu tiên tại Huế trước khi gi hình chính thức tại Quảng Trị, dự định ban đầu sẽ phát sóng vào cuối năm. Bộ phim này đánh dấu lần đầu tiên một bộ phim chiến tranh của Việt Nam sử dụng đến flycam.
Huế mùa mai đỏ có kinh phí 11,3 tỷ đồng, riêng kinh phí cho việc đào hầm, hào là 280 triệu đồng, 300kg thuốc nổ, 2.000 kíp mìn, 4.000 viên đạn AK, 200 viên đạn vạch đường và nhiều đạn cao xạ, đạn súng cối, đạn pháo 105.

## Phát sóng
Huế mùa mai đỏ được phát sóng lần đầu trên kênh HTV9 của Đài Truyền hình Thành phố Hồ Chí Minh từ ngày 31 tháng 12 lúc trên khung giờ 17h30 các ngày từ thứ Hai đến thứ Năm hàng tuần. Kể từ ngày 12/1/2014, Sau đó từ ngày 12 tháng 1 năm 2014 phim lên sóng hàng ngày.

## Giải thưởng
| Năm  | Giải thưởng         | Hạng mục                | (Người) đề cử | Kết quả       | Tham khảo |
| ---- | ------------------- | ----------------------- | ------------- | ------------- | --------- |
| 2014 | Giải Cánh diều 2013 | Phim truyện truyền hình | —             | Cánh diều Bạc | [ 7 ]     |

## Phần 2
Từ gợi ý của lãnh đạo tỉnh Thừa Thiên Huế, đạo diễn Trần Vịnh và Hãng phim Truyền hình Thành phố Hồ Chí Minh đã lên ý tưởng cho phần 2 với tựa đề "Nhìn thẳng kinh thành Huế”. Phim dự kiến sẽ có 30 tập với sự tham gia viết kịch bản của hai đại tá kiêm nhà văn, Chu Lai và Hà Đình Cẩn, phim cũng sẽ gấp rút sản xuất trong năm 2014 để kịp phát sóng vào ngày 27 tháng 7 năm 2015. Bộ phim sẽ lấy bối cảnh Huế từ năm 1968 đến 1975 và dựa theo các tài liệu, nhật ký, ghi chép có thật.